# Pukchong
Pukchong là một huyện ở phía đông tỉnh Nam Hamgyong, Bắc Triều Tiên. Huyện vị này giáp Biển Nhật Bản về phía nam. Ngoài vùng ven biển, khu vực này hầu như có địa hình núi non. Dãy núi Hamgyong chạy qua huyện. Đỉnh cao nhất là Komdoksan. Các suối chính ở khu vực này gô,f Namdaechon và Pochonchon (보천천). Kinh tế chủ yếu là công nghiệp. Nhành nông nghiệp canh tác trên đất khô cũng có một vai trò nhất định, với các nông sản như lúa mỳ, lúa mạch, đậu tương, ngôn, gào.
Các tuyến đường ray qua huyện này có tuyến đường sắt Toksong và tuyến đường sắt Pyongra. Huyện Pukchong cũng có các tuyến đường bộ.